# Esteve Badosa i Ventura
Esteve Badosa i Ventura (s. XIX – 10 de novembre de 1933) fou un beneficiat i compositor català d'Olot.
Consta com a actiu l'any 1927 al Santuari de la Mare de Déu del Tura, a Olot. Es desconeixen les dates exactes de la seva incorporació i retirada del càrrec.
Traspassà el 10 de novembre de 1933. S'ignora el parentesc d'Esteve Badosa i Ventura amb el frare Narcís Badosa i Funosa, també d'Olot.
Es conserven obres seves al fons musical de l’església parroquial de Sant Esteve d’Olot (OloSE).